# Araguayadesmus cochlearius
Araguayadesmus cochlearius är en mångfotingart som beskrevs av Christoph D. Schubart 1947. Araguayadesmus cochlearius ingår i släktet Araguayadesmus och familjen fingerdubbelfotingar. Inga underarter finns listade i Catalogue of Life.